# Pomacentrus lepidogenys
Pomacentrus lepidogenys es una especie de peces de la familia Pomacentridae en el orden de los Perciformes.

## Morfología
Los machos pueden llegar alcanzar los 9 cm de longitud total.

## Hábitat
Es un pez de mar.

## Distribución geográfica
Se encuentra en el Mar de Andamán, archipiélago de Indonesia, islas de Melanesia, Tonga e Islas Ryukyu.